# Phoroncidia lygeana
Phoroncidia lygeana är en spindelart som först beskrevs av Charles Athanase Walckenaer 1842.  Phoroncidia lygeana ingår i släktet Phoroncidia och familjen klotspindlar. Inga underarter finns listade i Catalogue of Life.